# Противтенковски топ 50 mm Пак 38 (5 cm Pak 38)
Пак 38 је био немачки противтенковски топ из Другог светског рата. Произвео га је Рајнметал 1938. Пак 38 је био наследник Пака 36, а њега је наследио Пак 40.
Ово је био први противтенковски топ који се издвојио од дотадашњих немачких противтенковских топова малог калибра које су послуживала два човека која су у исто време била задужена за његово покретање. Пак 38 је био класично артиљеријско оруђе које је покретано уз помоћ артиљеријског трактора, а чију посаду је сачињавало седморо људи. Био је постављен на двокраки лафет, а посада је била заштићена штитиом сачињеним од две паралелне оклопне плоче дебљине 4 mm између којих је размак био 25 mm. У наоружање је уведен 1940. године након немачког напада на Француску. Ускоро се показало да са својим противоклопним пројектилом са језгром од тунгстена може да избаци из строја било који савезнички тенк који се тада налазио у употреби. Иако је тунгстен престао да се користи 1942. године, Пак 38 је наставио да користи ефикасне противоклопне и високоексплозивне пројектиле којима је могао без проблема да уништи непријатељске лаке тенкове као и да нанесе озбиљна оштећења тешким тенковима. Због тога је остао у употреби све до краја рата. Током рата Пак 38 је монтиран на многа немачка оклопна возила не би ли се на тај начин повећала мобилности противоклопне одбране. Чак су и поједини немачки авиони у противтенковској улози били наоружани овим топом.